# مقر حلف شمال الأطلسي
يقع المقر الرئيسي لمنظمة حلف شمال الأطلسي (الناتو) في مجمع في هارين، وهي جزء من بلدية مدينة بروكسل في بلجيكا.  يتألف طاقم العمل في المقر الرئيسي من وفود وطنية من الدول الأعضاء في الناتو وتشمل مكاتب اتصال مدنية وعسكرية وضباط أو بعثات دبلوماسية ودبلوماسيين من الدول الشريكة، بالإضافة إلى الموظفين الدوليين (IS) والموظفين العسكريين الدوليين (IMS) المملوءين من يخدمون في القوات المسلحة للدول الأعضاء.  كما نشأت مجموعات المواطنين غير الحكومية لدعم الناتو، على نطاق واسع تحت راية مجلس الأطلسي / منظمة حلف شمال الأطلسي.

## البدايات
بدأ تشييد مبنى مقر جديد لحلف الناتو بقيمة 750 مليون يورو في عام 2010، وتم الانتهاء منه في صيف 2016،  وتم تخصيصه في 25 مايو 2017. 250,000 متر مربع (2,700,000 قدم2) مجمع تصميم دولي بقيادة شركة سكيدموري، أوينغس وميريل الأمريكية، بما في ذلك Jo Palma.
تم الانتهاء من التصميم والبناء تحت رعاية فريق إدارة المشروع التابع لوزارة الدفاع البلجيكية بقيادة العقيد كريستيان لانوت، مهندسو الجيش البلجيكي. تم الإشراف على تمويل المشروع وتعريف المتطلبات بالإضافة إلى مرحلتي التصميم والبناء لحلف الناتو من قبل مكتب مشروع المقر الرئيسي التابع له، بقيادة دونالد هاتشينز (المتقاعد من سلاح المهندسين المدنيين بالبحرية الأمريكية) خلال مرحلة التصميم والعميد أنتوني كاروث (مهندس بريطاني جيش متقاعد) أثناء البناء.

يعد مشروع المقر الجديد لحلف الناتو مكتبًا وموطنًا لـ 3800 موظف دولي.  ظهرت المشاكل في المبنى الأصلي من بنائه المتسرع في عام 1967، عندما اضطر الناتو إلى نقل مقره الرئيسي من بورت دوفين في باريس، فرنسا بعد الانسحاب الفرنسي.   ارتفعت تكلفة مبنى المقر الجديد إلى حوالي 1.1 مليار يورو  أو 1.23 مليار دولار. 

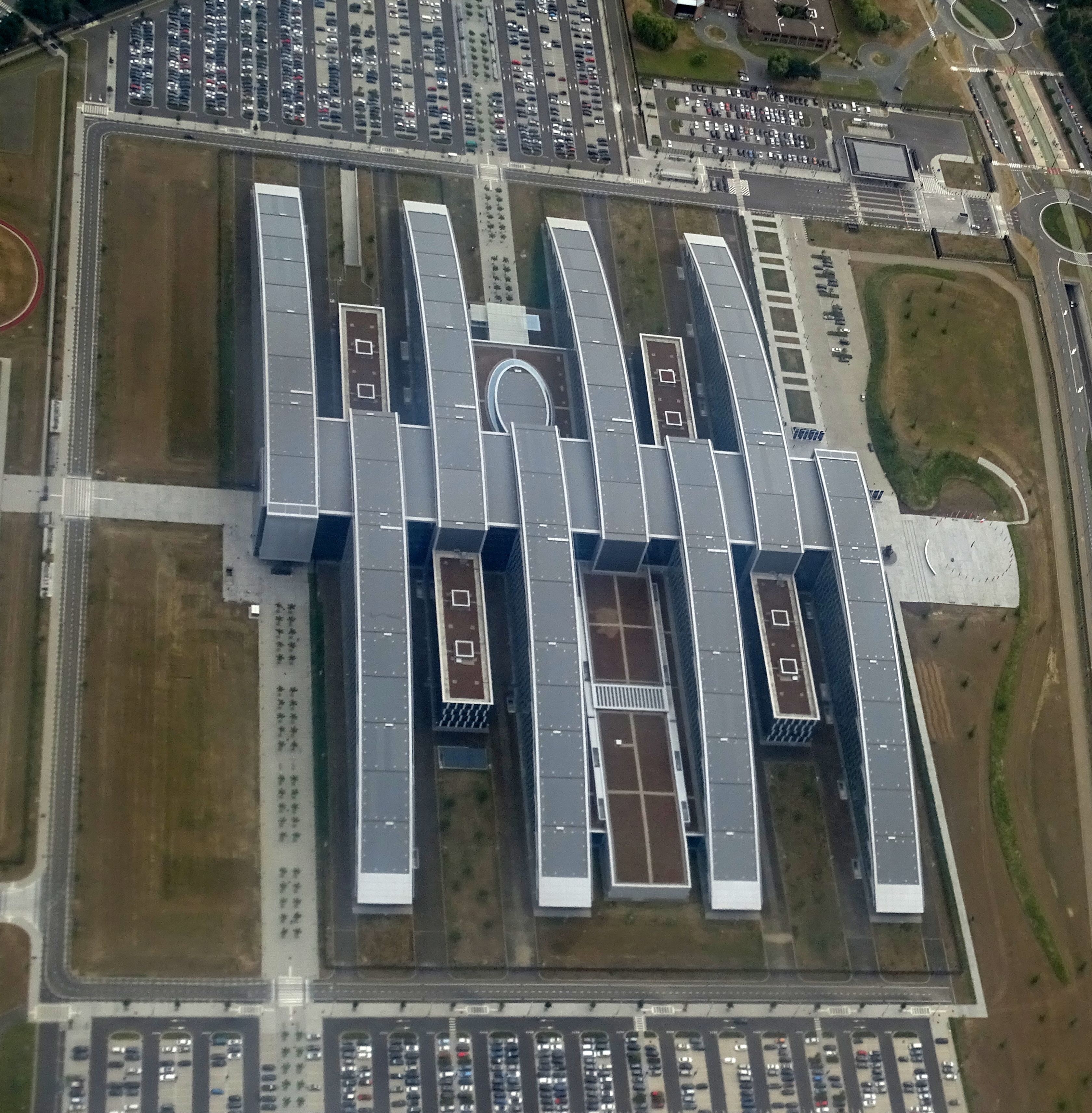
عرض جوي
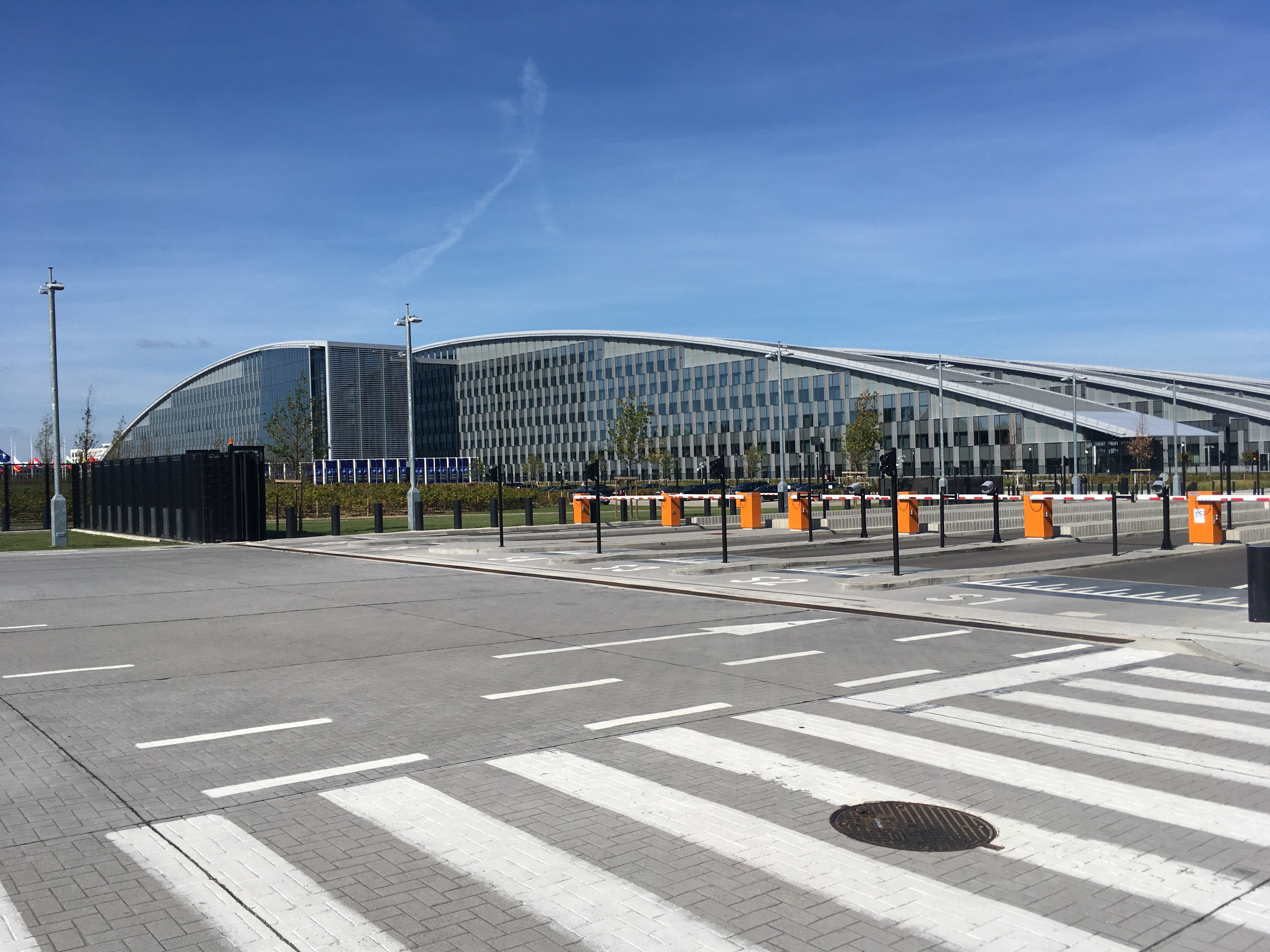
منظر خارجي من Boulevard Léopold III / Leopold III-laan
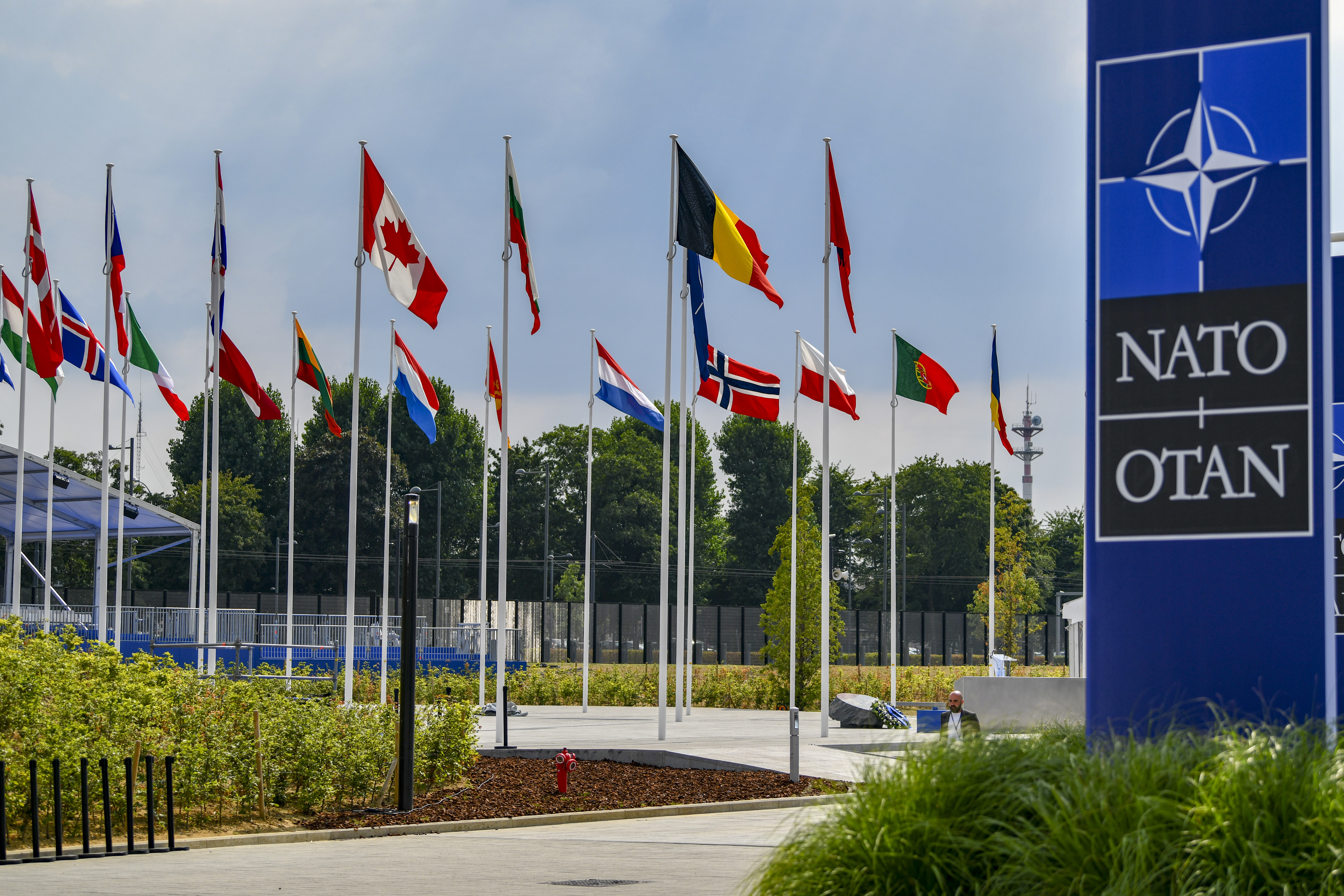
أعلام الدول الأعضاء عند المدخل
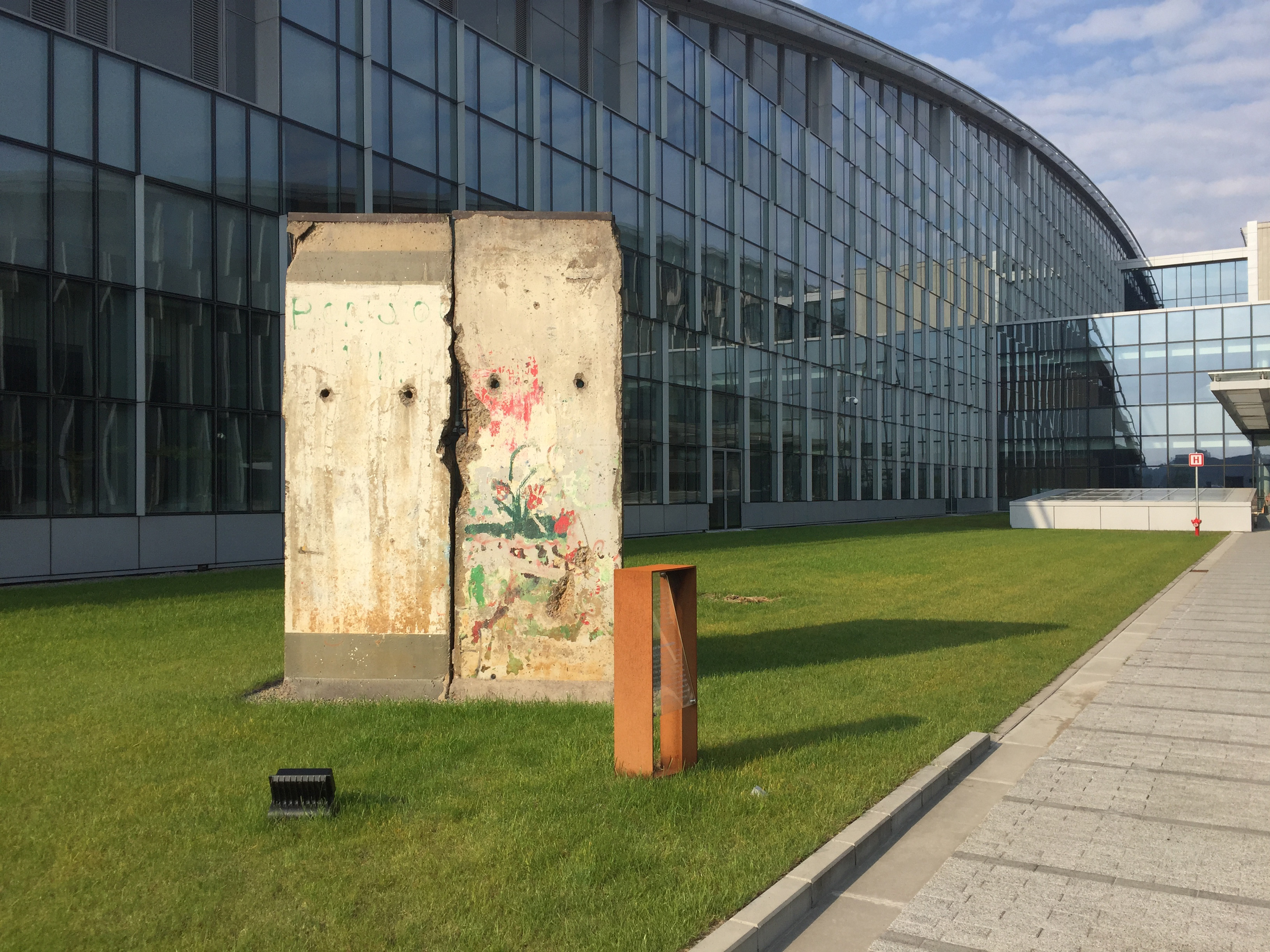
قسم مُعاد ترميمه من جدار برلين عند المدخل
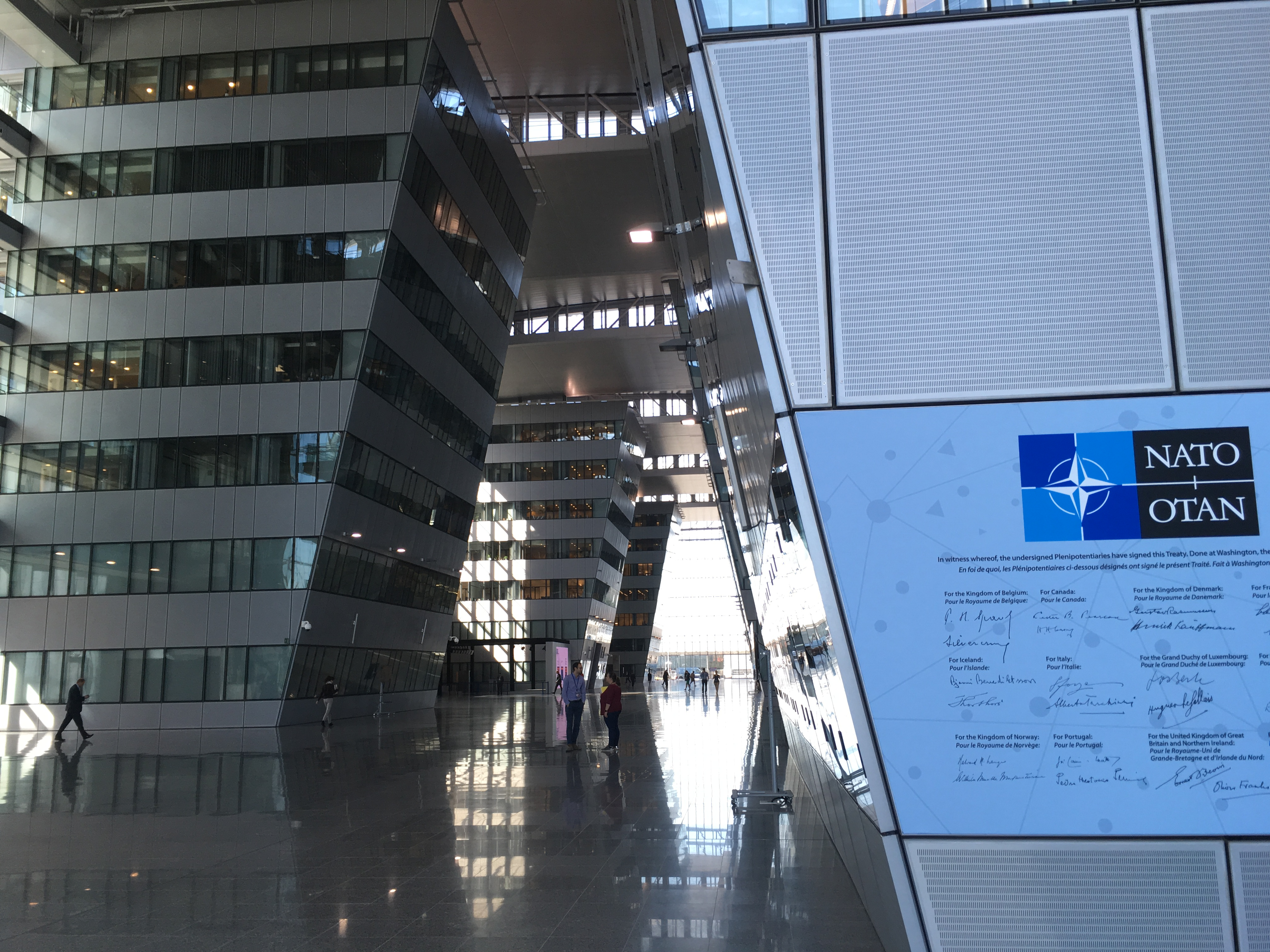
منظر داخلي للمبنى
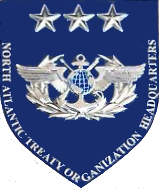

## أنظر أيضا
- المقر الأعلى للقوات المتحالفة في أوروبا (SHAPE) في مونسفي بلجيكا، القيادة المركزية للقوات العسكرية لحلف شمال الأطلسي
- تحويل قيادة الحلفاء (ACT) في نورفولك، الولايات المتحدة، القيادة المركزية للقوات العسكرية لحلف شمال الأطلسي

## الملاحظات
1. ↑  وصلة مرجع: https://www.nato.int/cps/fr/natolive/topics_49287.htm.
2. ↑  "NATO homepage". مؤرشف من الأصل في 2022-09-20. اطلع عليه بتاريخ 2006-03-12.
3. ↑  "NATO Headquarters". Nato.int. 10 أغسطس 2010. مؤرشف من الأصل في 2022-09-01. اطلع عليه بتاريخ 2010-08-22.
4. ↑  Mayo، Virginia (13 نوفمبر 2014). "NATO shows off its new HQ-to-be". Associated Press. مؤرشف من الأصل في 2018-07-11. اطلع عليه بتاريخ 2014-12-11.
5. ↑  "NATO's new headquarters". NATO. 23 مايو 2017. مؤرشف من الأصل في 2022-04-02. اطلع عليه بتاريخ 2017-05-23.
6. ↑  Collins 2011.
7. ↑  Le Blévennec، François (أغسطس 2007). "The Big Move". NATO Review. مؤرشف من الأصل في 2007-09-11. اطلع عليه بتاريخ 2011-12-19.
8. ↑  NATO (فبراير 2017). "New NATO HQ" (PDF). www.nato.int. مؤرشف من الأصل (PDF) في 2022-05-17. اطلع عليه بتاريخ 2017-05-26.
9. ↑  Daniel Halper (25 مايو 2017). "New NATO Headquarters Cost $1.23 Billion". واشنطن فري بيكون. مؤرشف من الأصل في 2022-06-27. اطلع عليه بتاريخ 2017-05-26.

## روابط خارجية
- الموقع الرسمي